# Viadukt

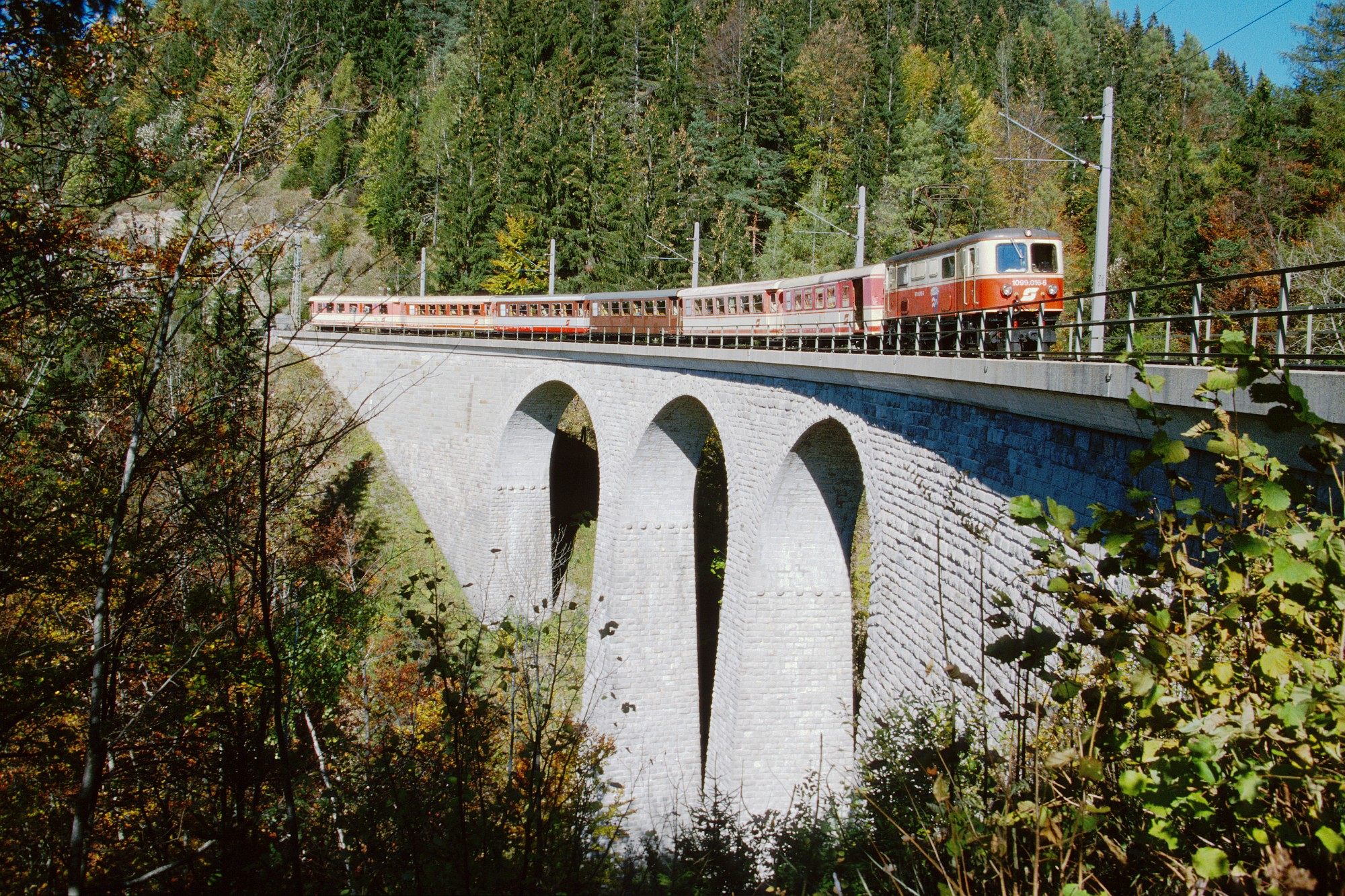
Saugrabenviadukt der Mariazellerbahn

Viadukt (der oder das; Schweiz nur der, Österreich nur das Viadukt) von lateinisch via „Weg“ und ductus „Führung, Leitung“, also etwa „Überführung“, ist eine neoklassische Wortbildung, orientiert an Aquädukt (röm. Wasserleitung). Als Viadukt werden mehr oder minder hohe und lange Brücken für Eisenbahnen, aber auch Straßenbrücken bezeichnet, die ähnlich wie ein Aquädukt aus mehreren Brückenfeldern bestehen – insbesondere wenn sie mit Bögen auf Pfeilern steigungsarm über ein Tal oder eine Senke hinwegführen. Als Viadukte werden auch die aufgeständerten Trassen von Hochstraßen und Hochbahnen bezeichnet, unabhängig davon, ob die Trassen über eine Bogenreihe oder eine andere Konstruktion geführt werden.

## Geschichte

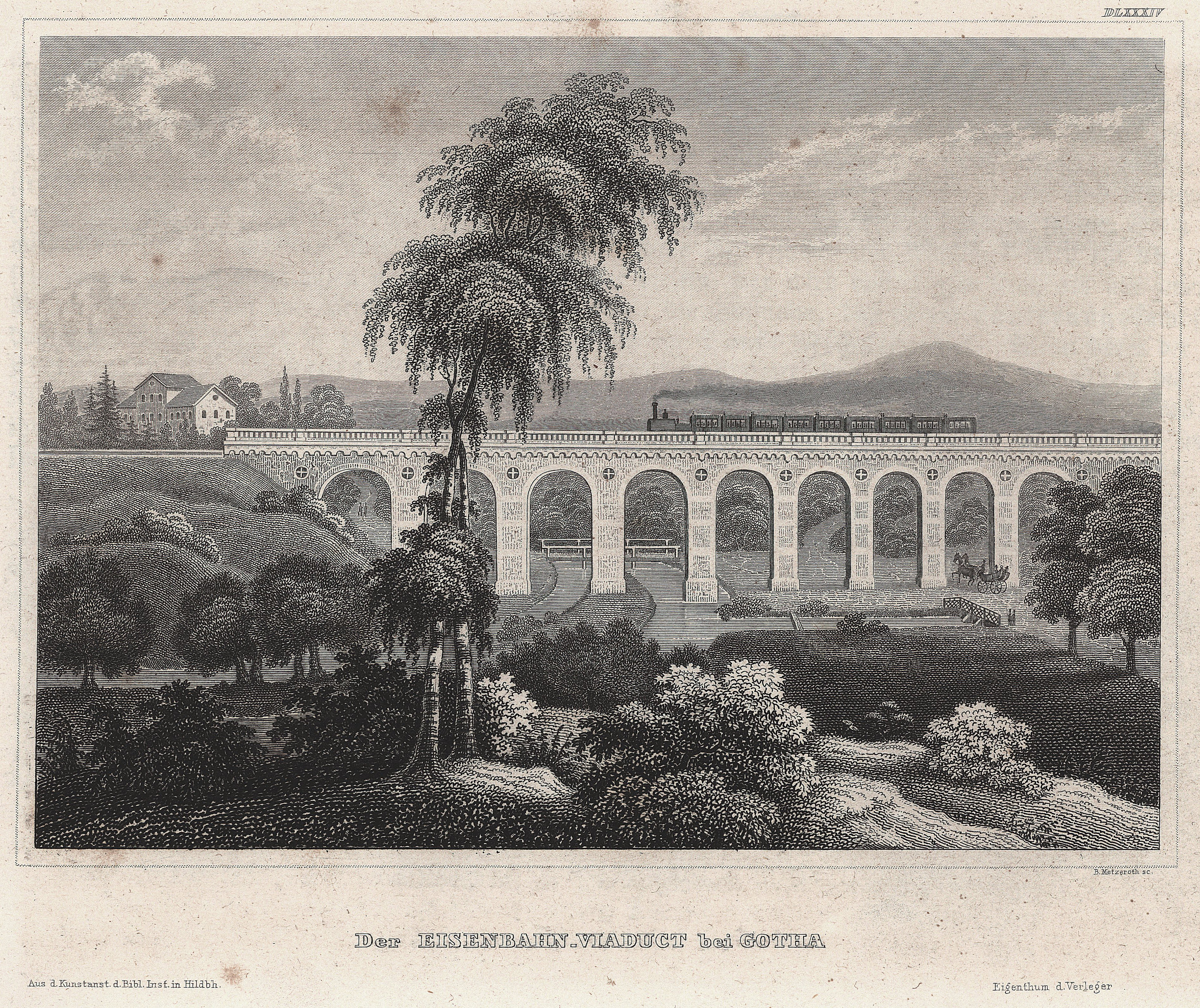
Viadukt in Gotha (Stahlstich von 1848)

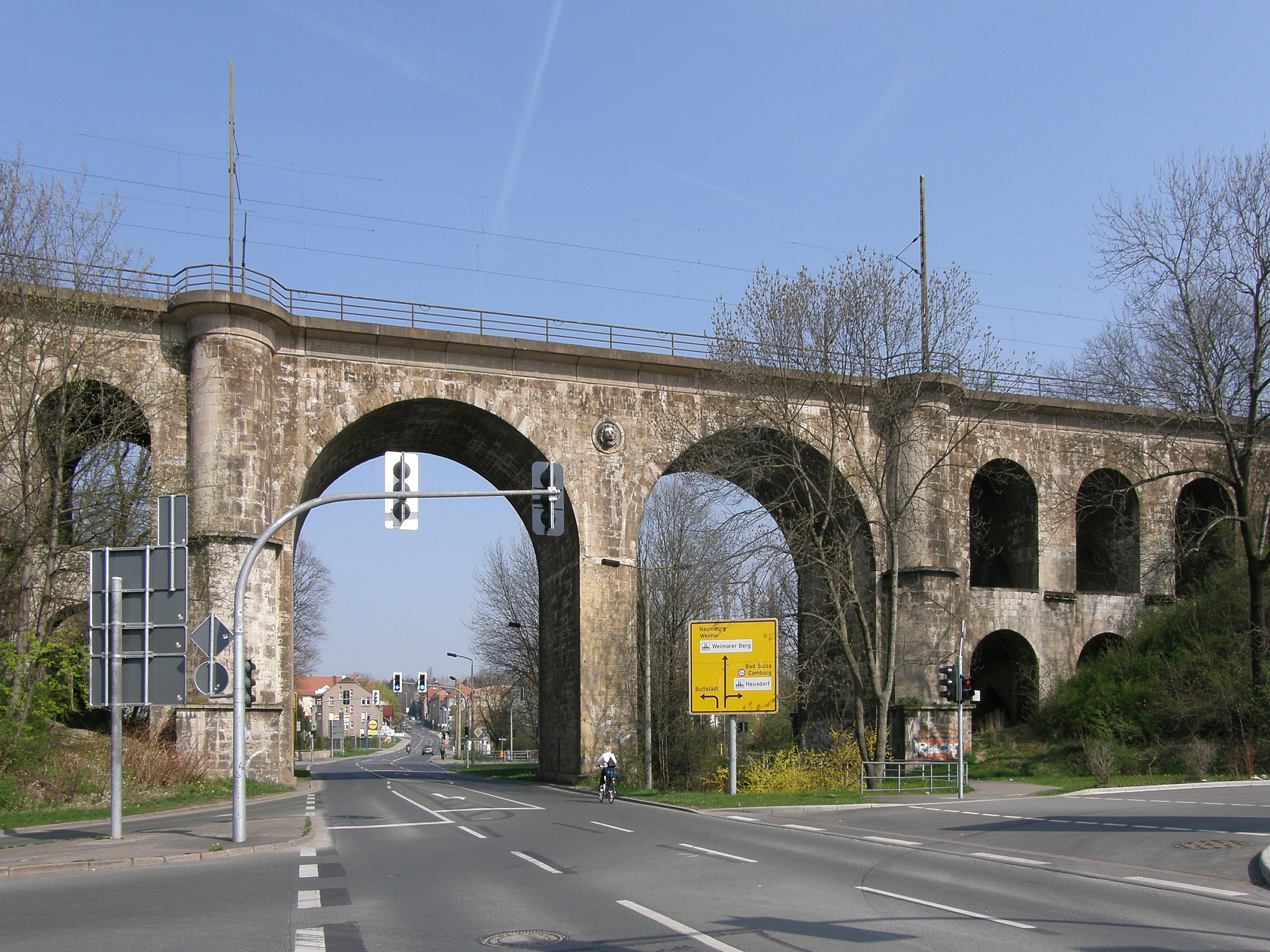
Viadukt in Apolda (Bauende 1846)

Bereits im Altertum, vor allem im Römischen Reich, wurden zahlreiche Viadukte errichtet. Aber erst mit dem Bau von Eisenbahnen setzte um 1830 wieder verstärkt der Bau und Gebrauch derartiger Bauwerke ein. Aus der Antike gibt es neben den bedeutenden, auf einer Höhe verlaufenden Aquädukten noch die gewölbten Viadukte der Via Praenestina zwischen Rom und Gabii mit Halbkreisgewölben und Pfeilern aus Tuffquadern sowie die der Via Appia bei Aricia. Der südfranzösische Pont Serme erreichte eine beachtliche Länge von 1500 Metern, ist aber außer Fundamenten aus der Landschaft verschwunden.

## Definition

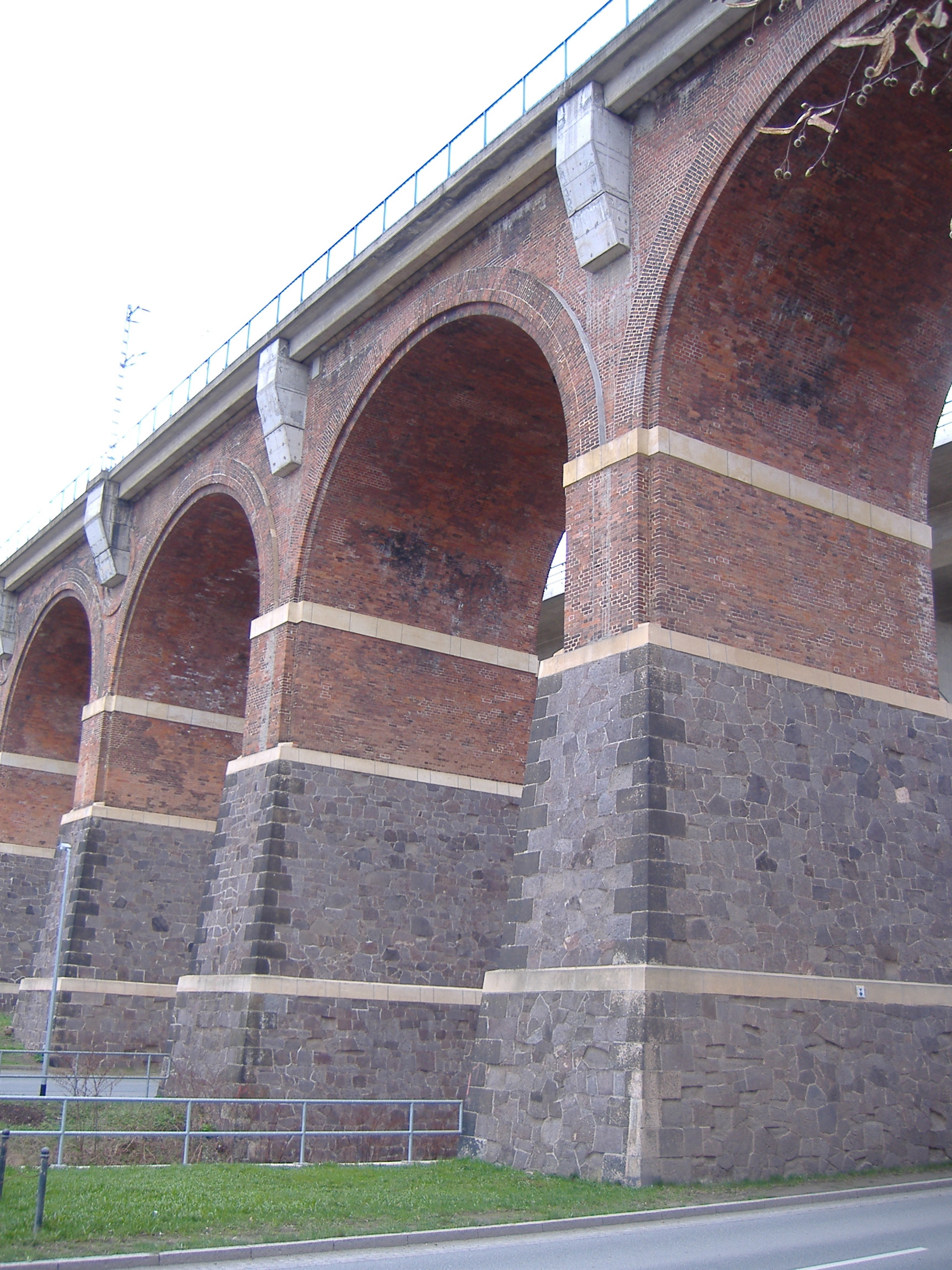
Leubnitzviadukt, Ziegelbau von 1845

Es gibt keine allgemeingültige Definition des Begriffes Viadukt. Jedes Viadukt ist auch eine Brücke und wird aus bautechnischer Sicht zusammen mit Brücken in dieselben Kategorien eingeteilt (Bogenbrücken, Balkenbrücken usw.). Aspekte sind:
- die Mehrfeldrigkeit – Üblicherweise werden nur Brücken mit mehreren Stützen als Viadukt bezeichnet.
- die Art des zu überwindenden Hindernisses – Brücken, die überwiegend Wasser überqueren, werden üblicherweise nicht als Viadukt bezeichnet.[3]

Ein Viadukt wird in der Regel von keinem Hauptbogen bestimmt, sondern besteht aus mehreren meist gleichmäßigen Bögen oder Öffnungen. Selbst wenn es eine Hauptöffnung hat, macht diese nur einen kleinen Teil der Gesamtlänge des Viadukts aus. In Einzelfällen wird auch eine Folge aneinander gebauter Brücken zusammen als ein Viadikt bezeichnet. So besteht beispielsweise das Lorraineviadukt in Bern aus vier hintereinander folgenden Brücken.
Gemäß Duden ist der Begriff Viadukt auch ein Synonym für Talbrücke und Überführung.

## Übersicht
Viadukte werden aus Stein, Ziegeln, Beton, Stahl oder Holz gebaut. Im engeren Sinn versteht man unter Viadukten auch die kleineren Überführungen und Unterführungen von Straßen oder Eisenbahnen mit einer bis drei Öffnungen, welche überwölbt oder mit eisernen, auf steinernen Pfeilern ruhenden, massiv gewalzten oder aus Blech und Fassoneisen zusammengesetzten Trägern überspannt sind.
Steinerne Viadukte haben zumeist Halbkreisgewölbe, schlanke Pfeiler und mit zunehmenden Höhen zwei, drei oder vier Ebenen, die durch Zwischengewölbe gebildet werden. Entweder sind die Zwischenpfeiler gleich stark oder schwächer. Gruppenpfeiler sind dann vorhanden, wenn mehrere Zwischenpfeiler sich mit stärkeren Pfeilern abwechseln.

## Arten

### Steinerne Viadukte (Auswahl)

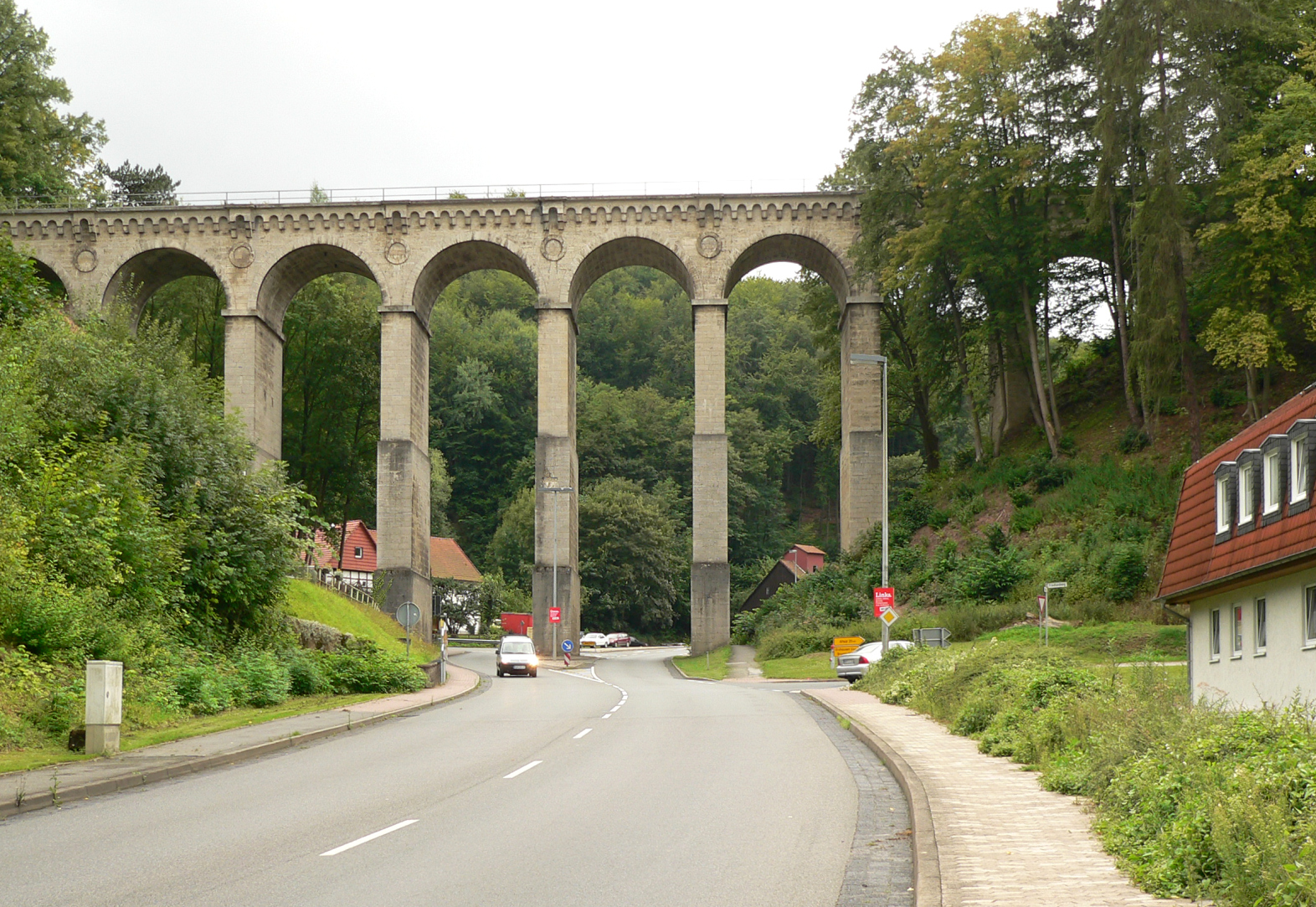
Luhetal-Viadukt im Flecken Greene

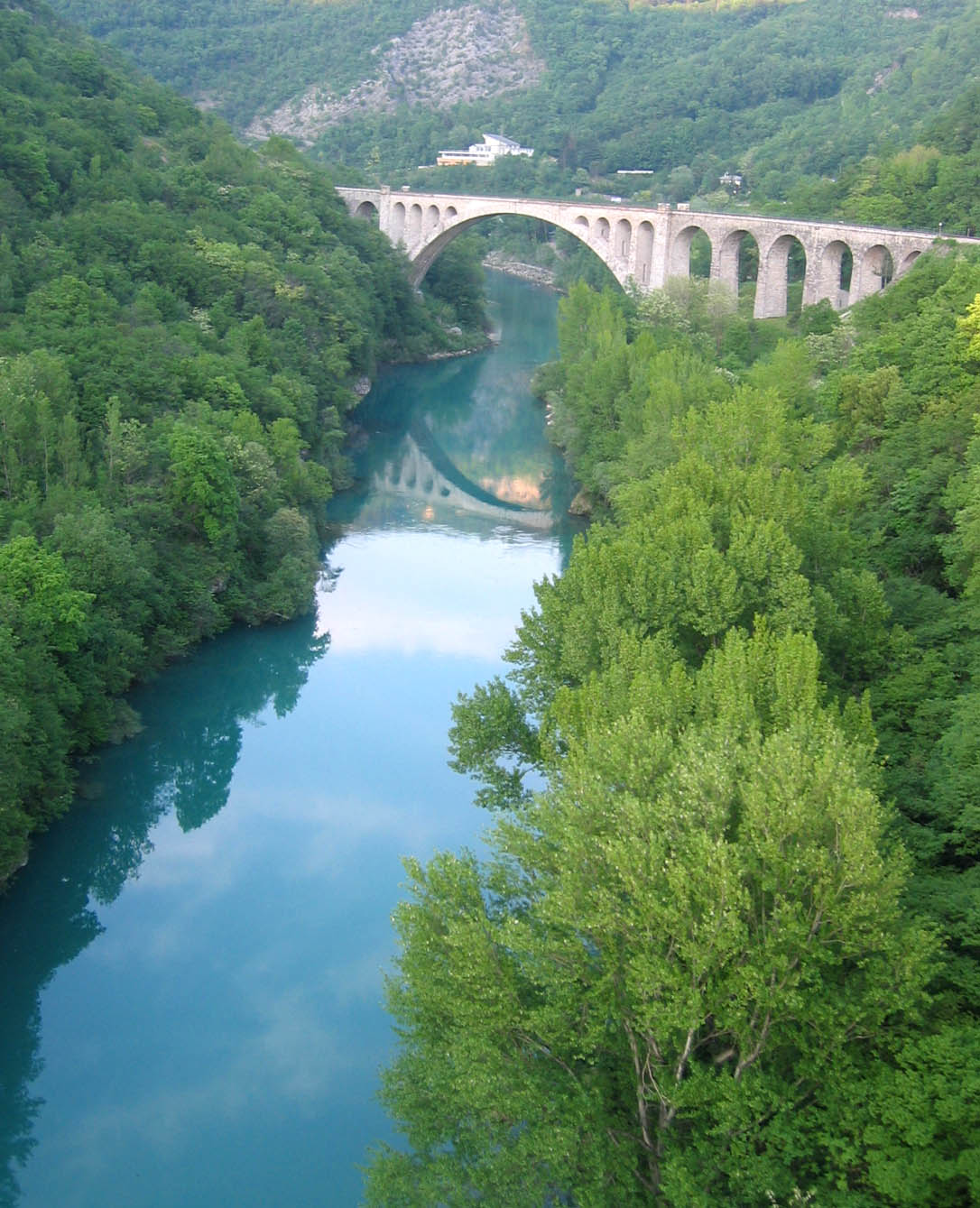
Salcanobrücke der Wocheinerbahn

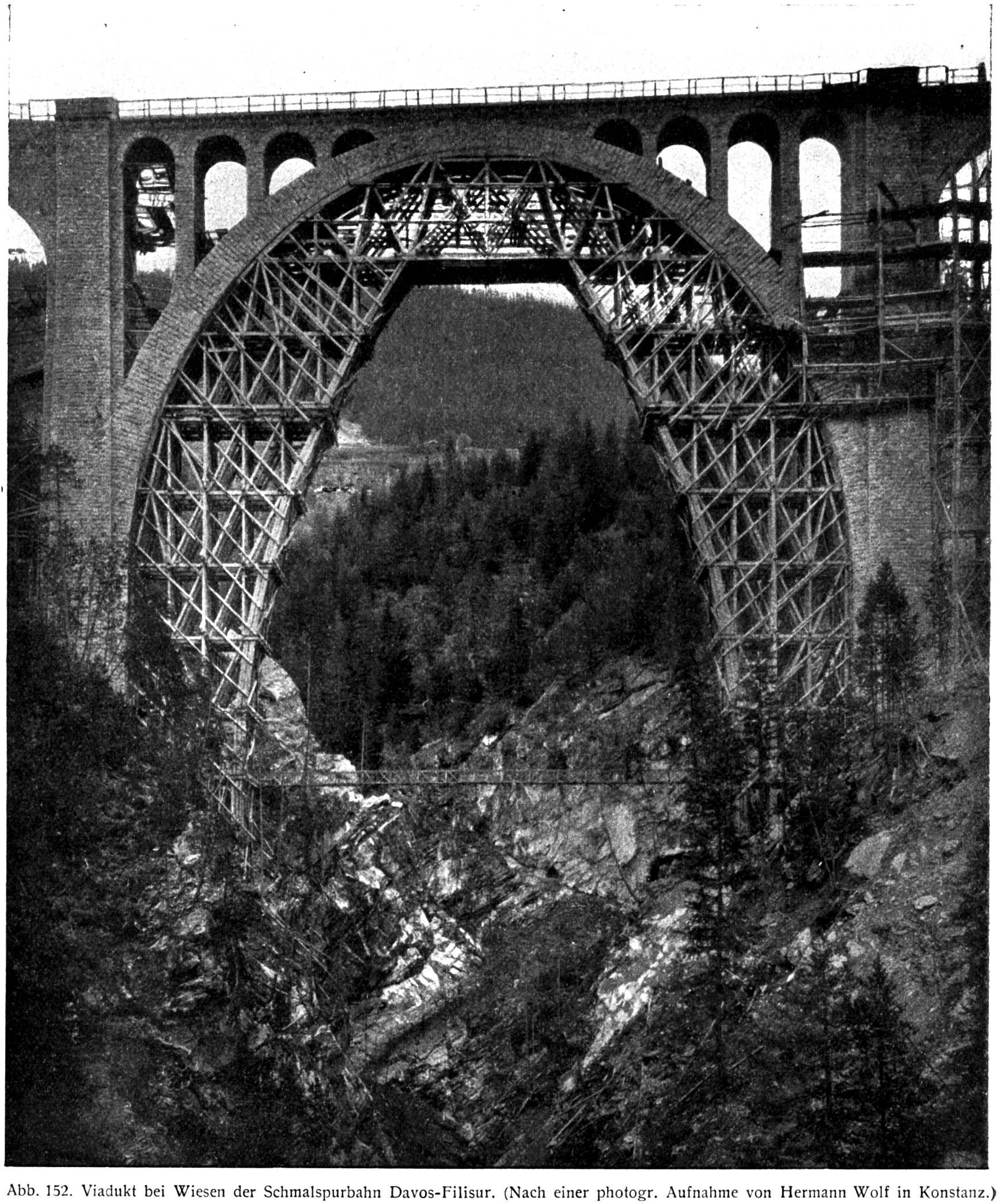
Bau des Wiesener Viadukts, um 1906

- Das Willinger Viadukt ist eine elfbogige, 294 m lange und 31 m hohe Eisenbahnbrücke der Uplandbahn.
- Die Ravennabrücke im Höllental ist 58 m hoch und 225 m lang. Die Bogenweite der acht Bögen beträgt je 20 Meter. Der Eisenbahnviadukt wurde 1927/28 errichtet.
- Das Ruhr-Viadukt bei Herdecke ist etwa 30 m hoch.
- Das Ruhr-Viadukt bei Witten ist 716 m lang.
- Das Altenbekener Viadukt wurde 1853 eingeweiht.
- Das Burtscheider Viadukt von 1840 ist eine der ältesten noch genutzten Eisenbahnbrücken Deutschlands.
- Das Negrelli-Viadukt (erbaut 1848) in Prag war mit 1111 m lange Zeit das längste Viadukt in Europa.
- Das Desenzanoviadukt bei Verona ist einstöckig und weist eine Höhe von 60 m auf.
- Das Viadukt Puente Nuevo in Ronda, Spanien, ist 120 m hoch.
- Das Lockwoodviadukt in England zeichnen seine Pfeiler mit einem Schlankheitsgrad von 1/30 aus.
- Das 450 Meter lange Ouse Valley Viaduct, ebenfalls in England, wurde aus Ziegelsteinen gemauert.
- Das Viadukt über das Elstertal in Sachsen ist zweistöckig und weist eine Höhe von 69,75 m auf.
- Das 1940 zerstörte Viadukt über das Göhltal bei Aachen war zweistöckig.
- Das Viadukt von Chaumont ist dreistöckig und weist eine Höhe von 50 m auf.
- Das Viadukt der Göltzschtalbrücke bei Reichenbach im Vogtland in Sachsen ist teilweise vierstöckig, war bei seinem Bau mit 80,37 m die höchste Eisenbahnbrücke der Welt und gilt bis heute als größte Ziegelsteinbrücke.
- Einige Viadukte der Semmeringbahn weisen auch zusätzlich eine Krümmung im Grundriss auf.
- Die Wiener Stadtbahnbögen entlang des Wiener Gürtels wurden als eigene Verkehrsebene für den Öffentlichen Nahverkehr errichtet. Heute hat sich innerhalb der Bögen eine rege Lokal-Szene entwickelt. Als Vorbild hierzu dienten die etwas älteren Berliner Stadtbahnbögen.
- Das Himbächel-Viadukt der Odenwaldbahn.
- Das Landwasserviadukt der Rhätischen Bahn.
- Das Hoxeler Viadukt der Hunsrückquerbahn.
- Das Viadukt von Bunzlau in Polen über den Bober ist 450 m lang und wurde von 1844 bis 1846 erbaut.
- Der gemauerte Bogen der Salcanobrücke auf der Wocheinerbahn ist mit einer Spannweite von 85 m der größte jemals für einen Viadukt gebaute Bogen.
- Über die beiden Viadukte bei Plein (Eifel) führt heute ein Radweg.
- Das Viadukt in Apolda ist 95 m lang, 23 m hoch und wurde am 2. Dezember 1846 fertiggestellt. Die Einweihungsfeier fand am 16. Dezember 1846 statt.
- Das Bietigheimer Eisenbahnviadukt (Wahrzeichen der Stadt Bietigheim) wurde von 1851 bis 1853 nach einem Entwurf von Karl Etzel erbaut. Bei einer Höhe von ca. 30 m und einer Spannweite von 287 m verfügt er über 21 Bögen. Es stellt die Verbindung zwischen Bietigheim-Bissingen und Bruchsal sicher.
- Die zweite Lorzentobelbrücke im Kanton Zug (Schweiz) wurde 1910 als Bogenviadukt erbaut. Er hat eine Länge von 187 m und eine maximale Höhe von 58 m.
- Die Stadtbahntrasse in Berlin ist ein über 8 km langer Steinviadukt, der zwischen 1875 und 1882 errichtet wurde. Der Viadukt ist das längste Baudenkmal Deutschlands.[4]
- Das Luxemburger Viadukt über die Petruss, auch Passerelle oder Alte Brücke genannt, wurde von 1859 bis 1861 erbaut.
- Das Luxemburger Viadukt Pulvermühle, eine Eisenbahnbrücke über die Alzette, wurde 1862 eingeweiht.
- Das Castielertobel-Viadukt der Arosabahn von 1914 (1942 umgebaut).
- Das Hetzdorfer Viadukt, gebaut 1866–1868, war mit einer Höhe von 42 m die höchste einetagige (einstöckige) Brücke der Deutschen Reichsbahn.[5]
- Die Elstertalbrücke Pirk an der Landesgrenze zwischen Thüringen und Bayern wurde 1993 eingeweiht.

### Eiserne Viadukte (Auswahl)

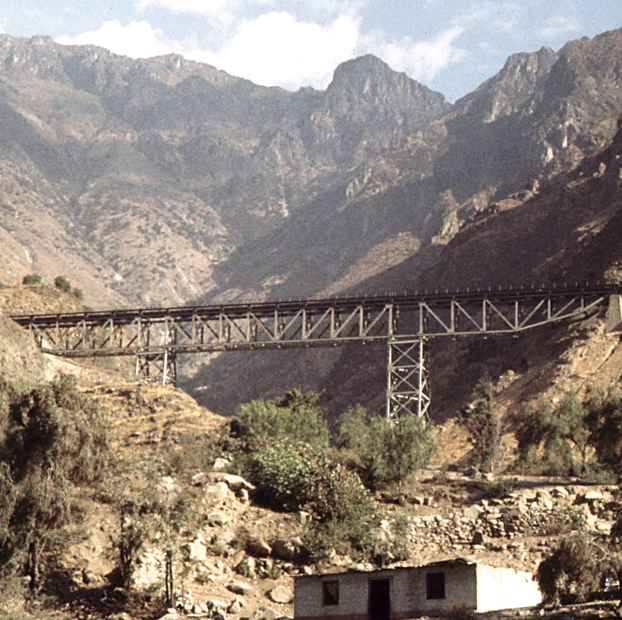
Verrugas-Viadukt

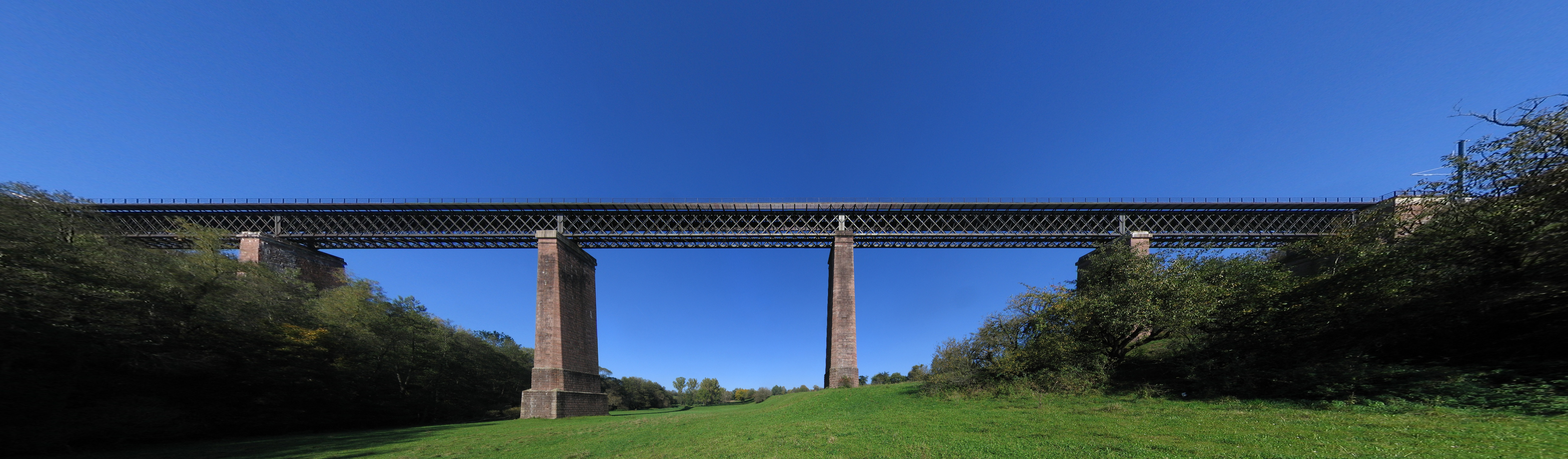
Kübelbachviadukt der Bahnstrecke Eutingen im Gäu–Schiltach bei Dornstetten-Aach

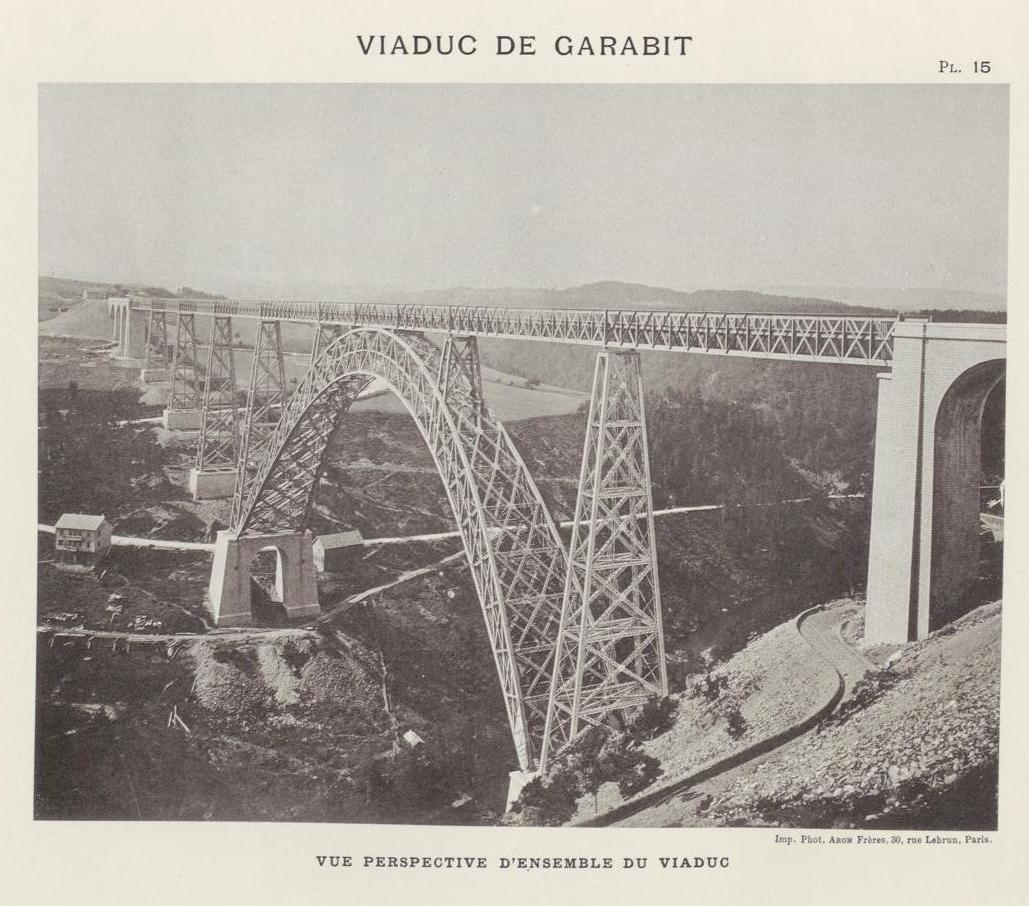
Garabit-Viadukt

Eiserne Viadukte weisen meist steinerne Pfeiler auf (wie der Viadukt bei Znaim) oder eiserne Pfeiler auf steinernen Sockeln (wie der Crumlinviadukt bei Newport in Südwales, der Saaneviadukt bei Freiburg im Üechtland, die Viadukte der Orléansbahn bei Busseau d’Ahun und über die Cère, die erste Eisenbahnbrücke von Castellaneta von 1868 (1929 abgebrochen) über die Gravina Grande di Castellaneta bei Castellaneta sowie der Pfrimmtalviadukt bei Marnheim in der Pfalz).
- Auf der Bahnstrecke Erfurt–Ilmenau ist der eingleisige Talübergang bei Angelroda mit einem gusseisernen Viadukt errichtet worden.
- An der Bahnstrecke Friedberg–Hanau gibt es das Viadukt über das Nidda-Tal.
- Firth-of-Tay-Brücke in Schottland.
- Kentucky High Bridge der Cincinnati Southern, heute Norfolk Southern.
- Portageville Viaduct der Erie Railroad, der an der Stelle eines abgebrannten hölzernen Viadukts in 86 Tagen über den Genesee River erbaut wurde.
- Müngstener Brücke zwischen Remscheid und Solingen.
- Verrugas-Viadukt über das Tal der Aqua de Verrugas in Peru mit einer Pfeilerhöhe von 76,8 m.
- Fachwerkviadukte Kübelbach-, Stockerbach-, Ettenbach- und Lauterbadviadukt der Bahnstrecke Eutingen im Gäu–Schiltach
- Sitterviadukt der Schweizerischen Südostbahn mit ihrem markanten halbparabligen Fachwerkträger (Fischbauchträger). Der Sitterviadukt gilt mit 99 m als die höchste Eisenbahnbrücke der Schweiz.
- Viaduc de Millau über das Tal des Tarn (stählernes Fahrbahndeck).
- Castielertobel-Viadukt im Schanfigg (bis 1942 Steinbogenbrücke).
- Das Eistalviadukt bei Ramsen ist die größte noch erhaltene Eisenbahnbrücke der Pfalz.
- Das Viadukt vor dem Ochsenkopftunnel in Dittersbach an der Eisenbahnstrecke Wałbrzych–Kłodzko (Waldenburg–Glatz).
- Das Viadukt Beckerbrücke in Chemnitz ist eine frühe Fachwerkbrücke der königlich-sächsischen Staatseisenbahn.

### Viadukte aus Holz
Viadukte aus Holz hatten eine geringe Bedeutung und waren meist nur eine Zwischenlösung, da sie leicht durch den Funkenflug von Dampflokomotiven Feuer fingen und abbrannten. Dennoch wurden sie gebaut, da sie kostengünstig in der Errichtung waren. Als historische Beispiele können die abgebrannten Viadukte über den Genesee River bei Portageville in den Vereinigten Staaten mit 57,4 m hohen Holzpfeilern und die Viadukte über die Msta in Russland mit 21,34 m hohen Holzpfeilern, beide auf gemauerten Sockeln, genannt werden.

### Viadukte aus Stahl- und Spannbeton (Auswahl)

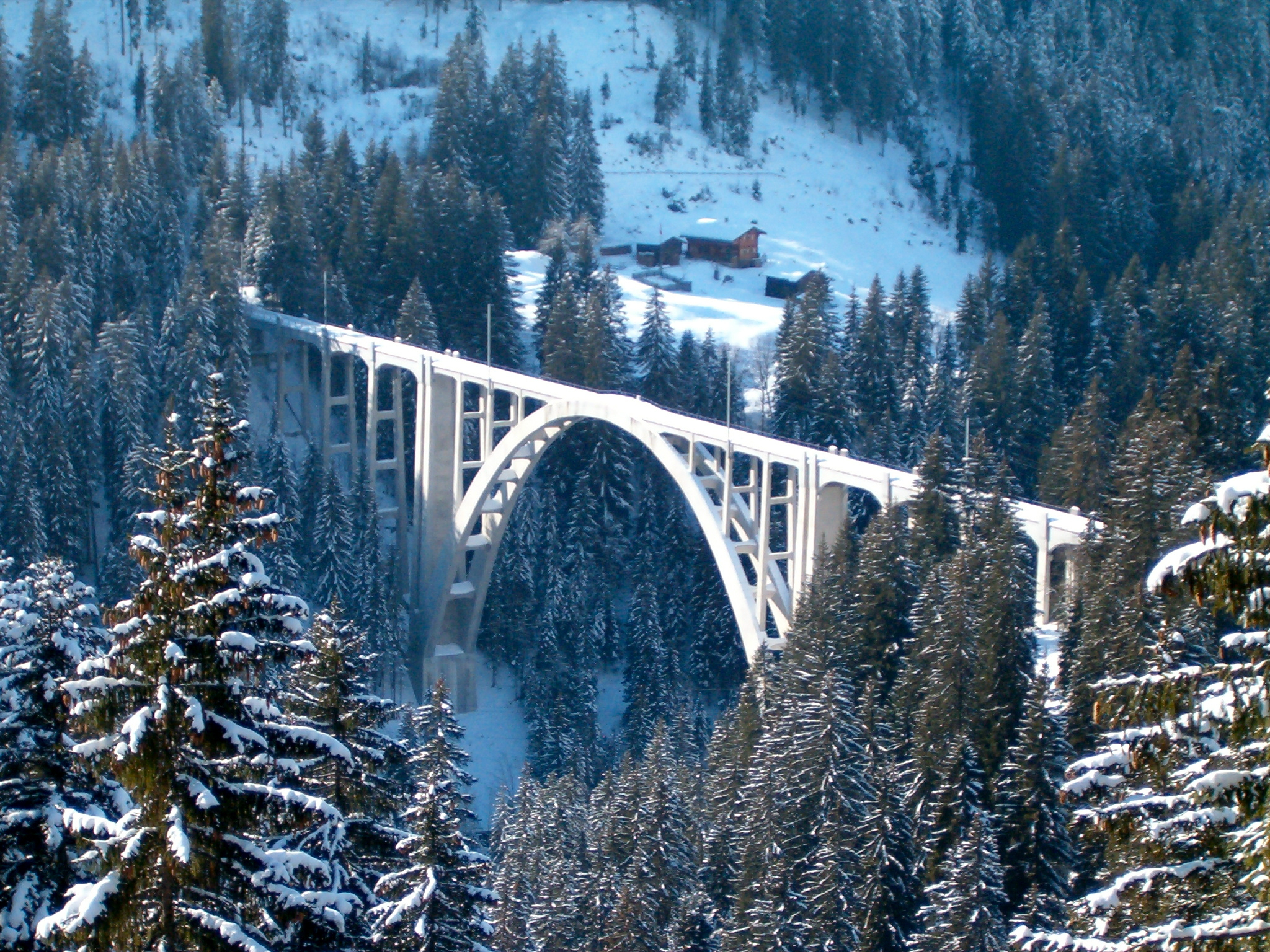
Langwieser Viadukt der Arosabahn

- Lehnenviadukt Beckenried in der Schweiz.
- Nagolder Viadukt in Nagold (Baden-Württemberg).
- Neckartalviadukt bei Reutlingen (Baden-Württemberg).
- Das Viadukt von Schengen dient der Überquerung der Mosel durch die A 8 zwischen Perl und Schengen.
- Das Moselviadukt bei Vandières führt die französischen Schnellfahrstrecke LGV Est européenne Paris–Straßburg über die Mosel.
- Der Viadukt von Millau (auch Viaduc de Millau) gilt als die höchste Autobahnbrücke der Welt. Er wurde am 14. Dezember 2004 von Präsident Jacques Chirac eröffnet und quert, von sieben Pfeilern getragen, mit einer Länge von 2460 Metern sowie maximal 270 Metern Höhe das Tal des Tarn fünf Kilometer westlich von Millau.
- Das Langwieser Viadukt und der Gründjitobel-Viadukt bei Langwies waren bei ihrer Eröffnung 1914 die größten Stahlbeton-Eisenbahnbrücken der Welt.
- Schildescher Viadukt in Bielefeld.
- Paulinskill Viaduct in New Jersey, USA.
- Delaware River Viaduct in den USA.
- Tunkhannock Viaduct in den USA.

### Kreisviadukt

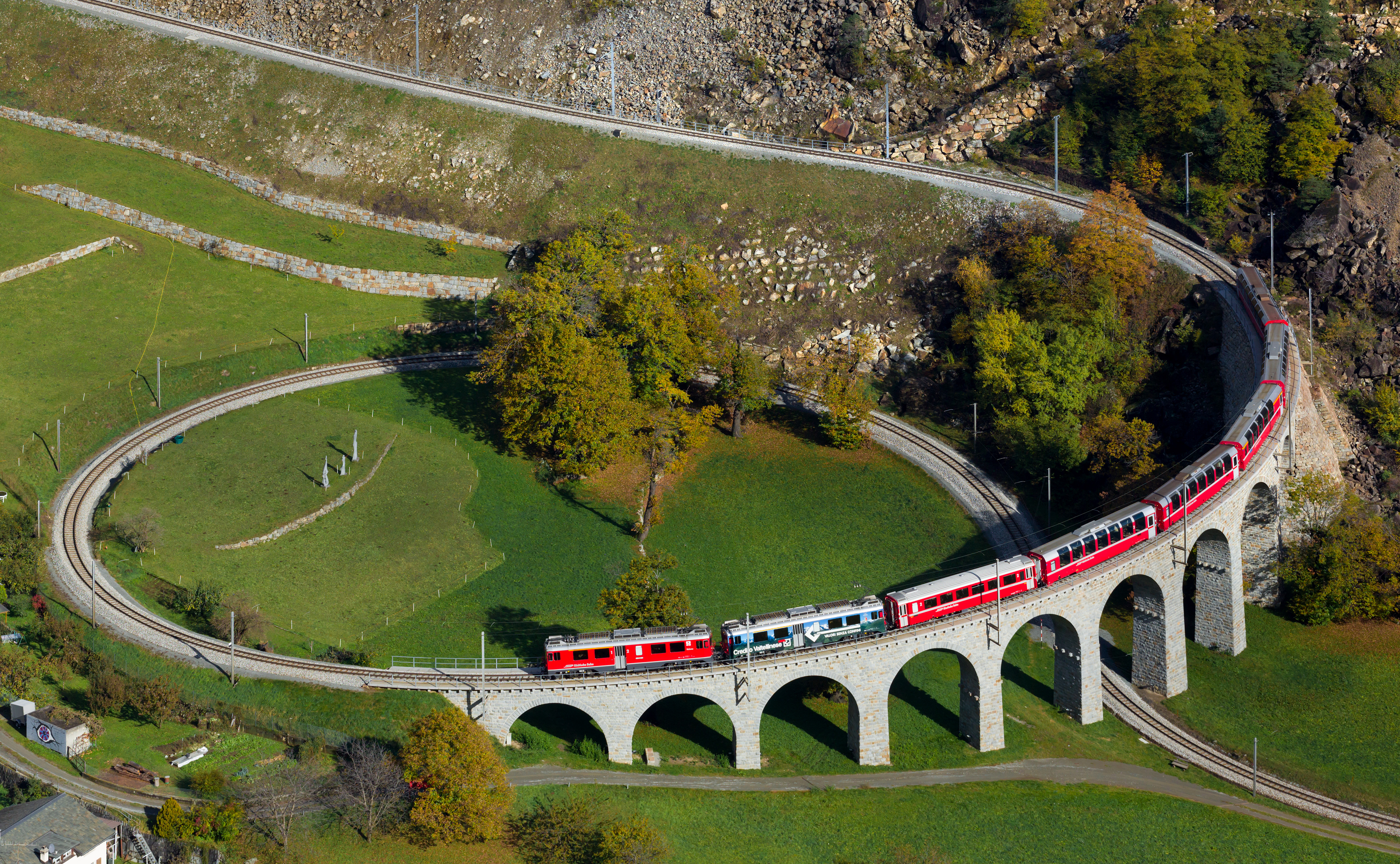
Kreisviadukt von Brusio

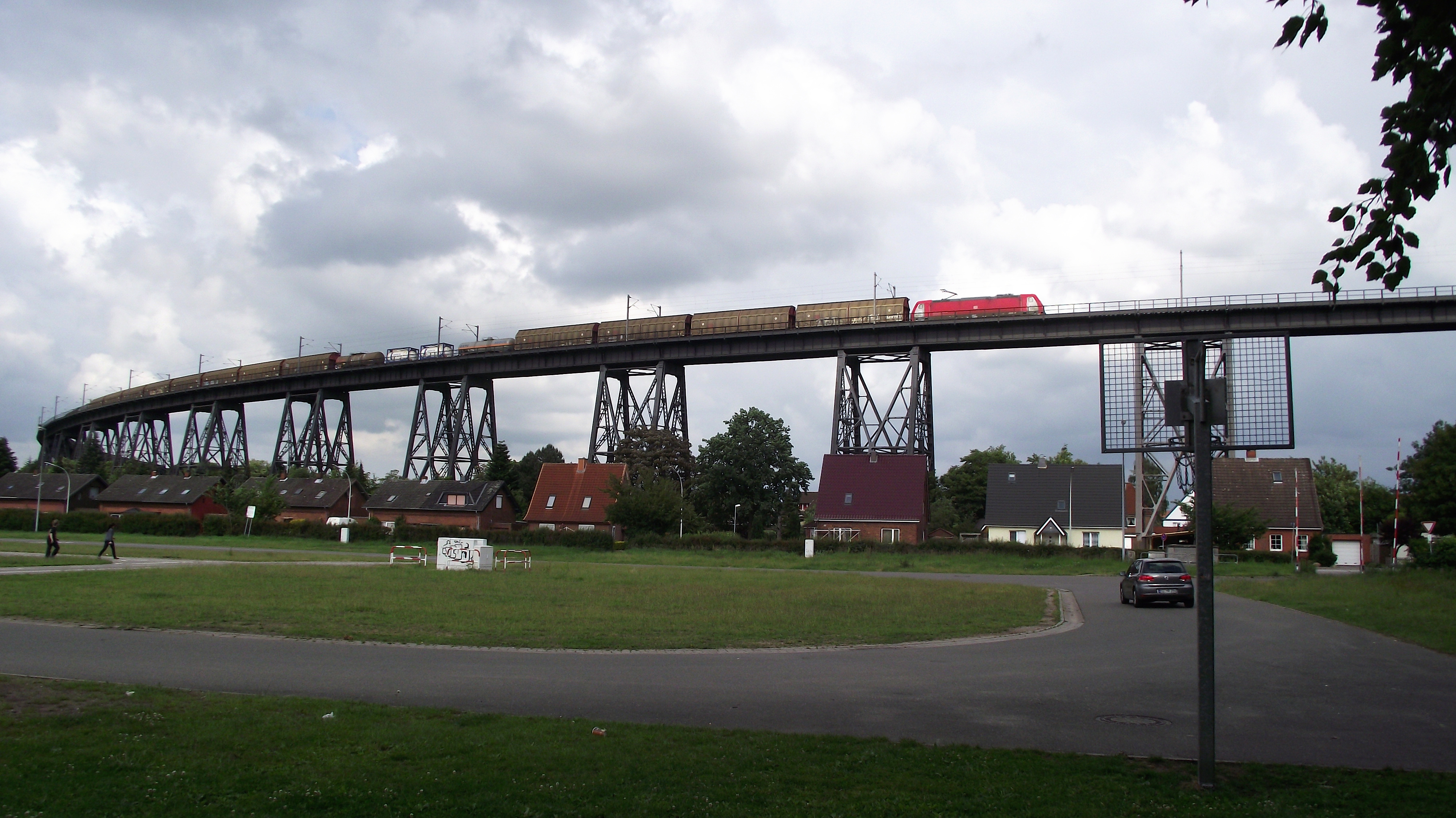
Rendsburger Schleife

Eine besondere Form des Viadukts ist der Kreis- oder Kreiskehrviadukt. Er bewältigt ähnlich einem Kreiskehrtunnel einen Höhenunterschied, wobei die Höhendifferenz im Freien (auf dem Viadukt) und nicht im Berg überwunden wird. 
Als berühmteste Bauwerke dieser Art gelten der Kreisviadukt von Brusio im Verlauf der Berninabahn und Teile der – Rendsburger Schleife genannten – nördlichen Zufahrt der Rendsburger Hochbrücke.

### Hangviadukt

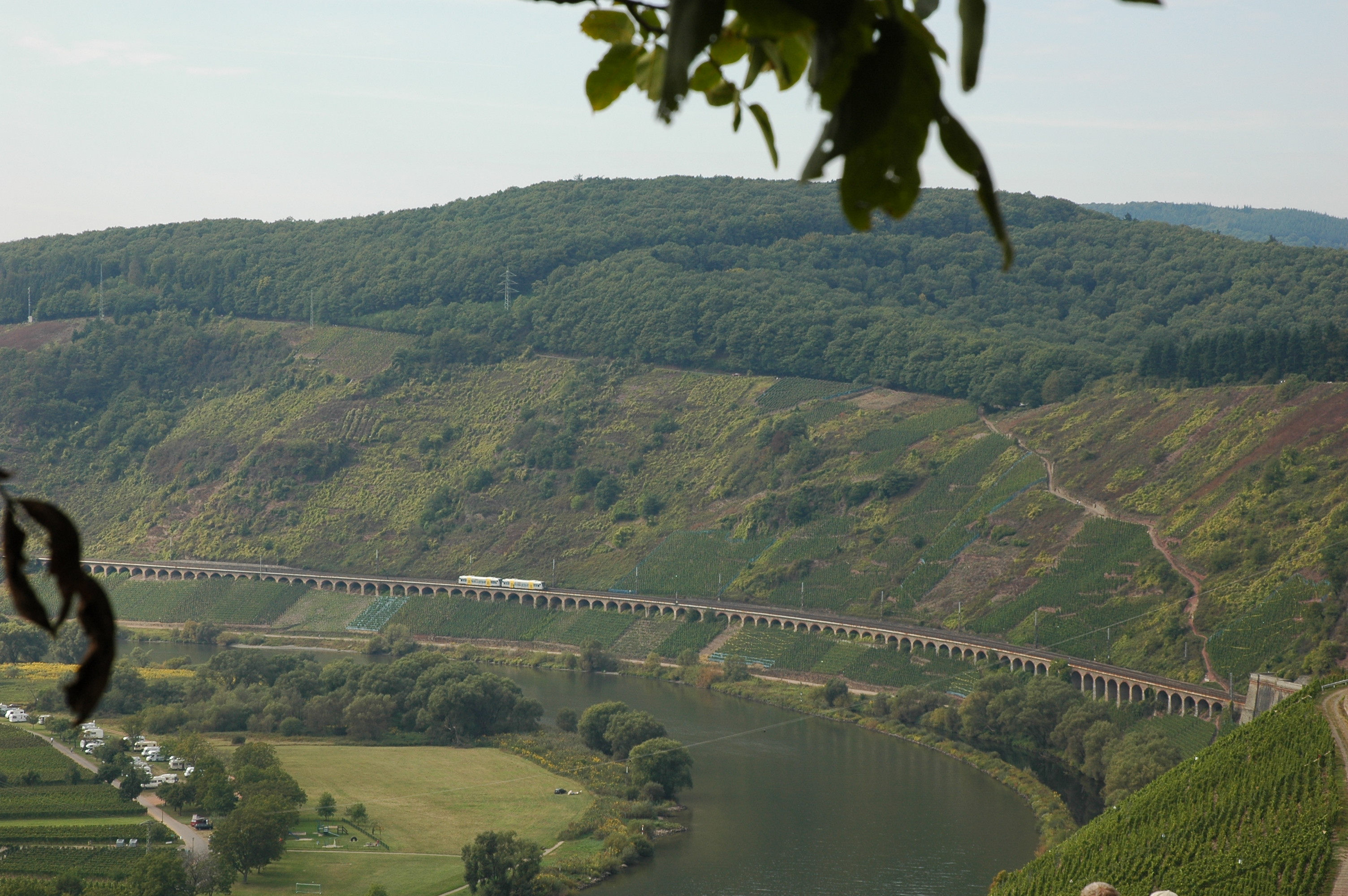
Pündericher Hangviadukt

Ein Hangviadukt schafft eine – gegebenenfalls schiefe – Ebene an einem Berghang, auf der ein Verkehrsweg errichtet werden kann. Eventuelle Einschnitte an der Hangflanke werden eher „nebenbei“ überbrückt. Das längste Hangviadukt in Deutschland befindet sich bei Pünderich an der Mosel. Über ihn verläuft die Trasse der Moselstrecke.

## Ähnliche Bauwerke
- Aquädukt
- Hochbahn
- Hochstraße
- Talbrücke

## Sonstiges
Viadukte waren beliebte Motive in den Bildern Lyonel Feiningers.